# Antonio Contin
Antonio Contin (Lugano, 1566 – Venezia, 15 luglio 1600) è stato uno scultore e architetto svizzero-italiano.

## Biografia
Nato da una famiglia di architetti (lo erano il nonno, Antonio da Ponte e il padre, Bernardino; i fratelli Tommaso e Francesco erano anche scultori), dopo aver fatto l'apprendista presso il padre ottenne subito un incarico di prestigio, il cantiere, curato dal nonno, per la realizzazione del ponte di Rialto, del Palazzo Ducale e delle Prigioni Nuove. La collaborazione col nonno, iniziata nel 1591, si concluse alla morte di questi, avvenuta nel 1597. In quell'anno ne ereditò gli incarichi, e nel 1600, in virtù di questa successione, completò le Prigioni Nuove (sulle quali aveva iniziato a lavorare cinque anni prima), occupandosi anche di progettare il Ponte dei Sospiri, che collegava l'edificio di detenzione con il Palazzo Ducale dove erano presentati agli Avogadori e Inquisitori di Stato. Successivamente si occupò, con il fratello Tommaso, della ricostruzione della Scuola di San Girolamo, distrutta da un incendio nel 1592: le opere furono realizzate fra il 1600 e il 1604.
Sua è anche la tomba della regina di Caterina Cornaro, nella chiesa di San Salvador.

## Galleria d'immagini

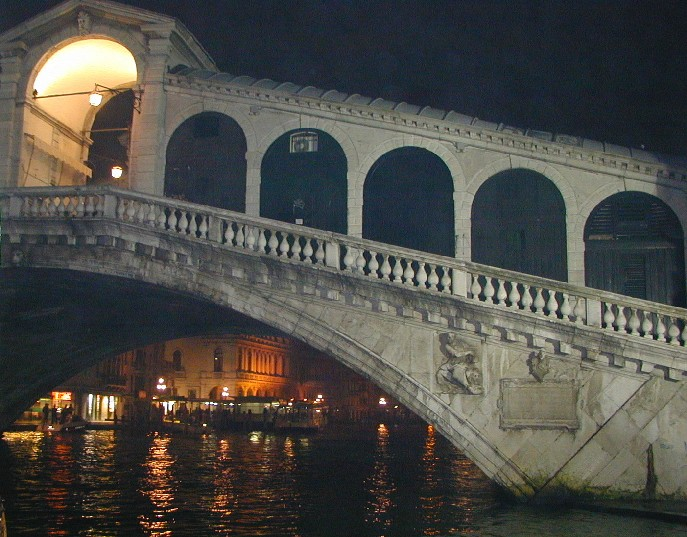
Ponte di Rialto (particolare)
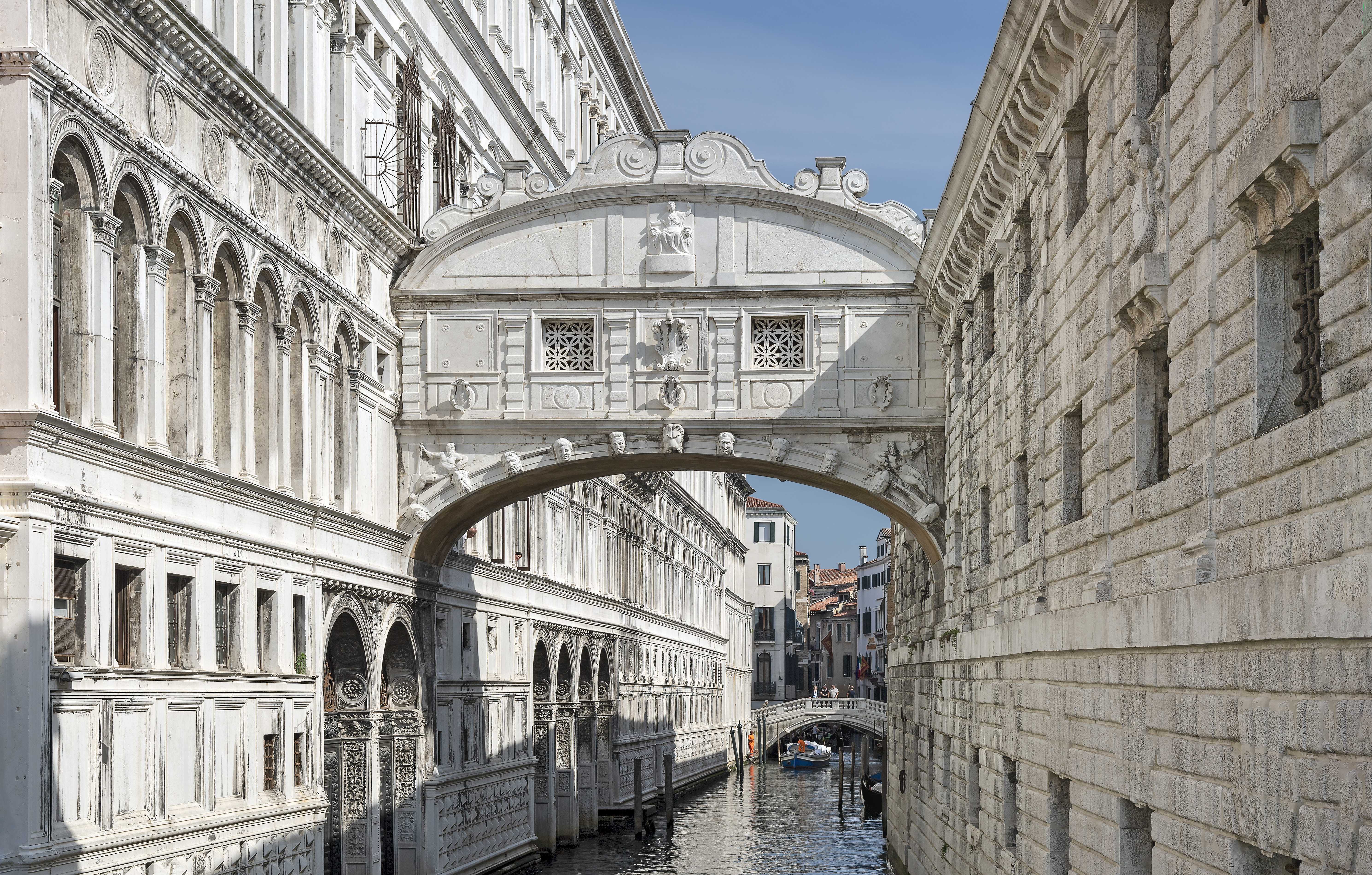
Il Ponte dei Sospiri